# An Autumn's Tale
Pour plus de détails, voir Fiche technique et Distribution.
An Autumn's Tale (秋天的童話, Chau tin dik tung wa) est un film hongkongais réalisé par Mabel Cheung, sorti en 1987. En France, il porte le titre international An Autumn's Tale.
C'est la deuxième film de la trilogie que Mabel Cheung a consacrée à la migration, commencée avec The Illegal Immigrant en 1985 et terminée par Eight Taels of Gold en 1989. 
Il est listé à la 49e place du classement des 100 meilleurs films chinois établi en 2005 par les Hong Kong Film Awards.

## Synopsis
Une jeune hongkongaise part étudier à New York. Son cousin chauffeur de taxi s'occupe d'elle.

## Fiche technique
Sauf indication contraire, les informations mentionnées dans cette section peuvent être confirmées par la base de données cinématographiques IMDb,  présente dans la section « Liens externes ».
- Titre original : 秋天的童話, Chau tin dik tung wa
- Titre international : An Autumn's Tale
- Réalisation : Mabel Cheung
- Scénario : Alex Law (en) et Low Chi-yeuh
- Musique : Lowell Lo
- Photographie : David Chung et James Hayman
- Montage : Chu Sun-kit
- Production : Dickson Poon et John Shum
- Société de production : D & B Films
- Pays :  Hong Kong
- Genre : Drame et romance
- Durée : 98 minutes
- Dates de sortie : 
  -  Hong Kong : 16 juillet 1987

## Distribution
- Chow Yun-fat : Samuel Pang
- Cherie Chung : Jennifer
- Danny Chan : Vincent
- Gigi Suk Yee-wong : Mme. Sherwood
- Wu Fu-sheng : Peggy
- Ching Yung-cho : Niu
- Huang Man : la mère de Jennifer
- Jeng Ming-suen : Anna Sherwood
- Brenda Lo : May-chu May

## Distinctions
Les distinctions sont consultables sur IMDB.

### Récompenses
- Hong Kong Film Awards 1988 : meilleur film, meilleur scénario et meilleure photographie.

### Nominations
- Hong Kong Film Awards 1988 : meilleure réalisation, meilleur acteur pour Chow Yun-fat, meilleure actrice pour Cherie Chung et meilleure musique de film.